# シリコンゲルマニウム
シリコンゲルマニウムは、珪素とゲルマニウムで構成される半導体。

## 概要
シリコンにゲルマニウムを添加することにより歪みシリコンが形成され、電子移動度の優れた半導体になる。従来であればヒ化ガリウム等の化合物半導体でなければ対応が困難だった高周波でも対応できる。また、従来のシリコン半導体の製造で培われた微細加工技術を適用できるので集積度を高めることが比較的容易で次世代の集積回路で期待される。

## 用途
電子移動度が優れているのでマイクロ波以上の周波数帯での高周波デバイスとしての用途がある。また次世代の集積回路でも期待される。2014年にはドイツのIHPとジョージア工科大学の研究チームが、最大発振周波数798GHzという世界最速で動作するシリコン-ゲルマニウム・トランジスタを作製した。またバンドギャップが狭いため、光の吸収がシリコン単体よりも多いので高効率の太陽電池にも使用される。

## 製造
単結晶バルクの製造にはJAXAが開発したTLZ法が有望である。
対流の影響を無くすためISSで実験が行われたこともある。